# Списак насељених мјеста у Републици Српској
На овој страници се налазе насељена мјеста која чине градове и општине Републике Српске.

## Б

### Бања Лука
Подручје Града Бања Лука чине насељена мјеста:
Агино Село, Бања Лука (од 1971. године обухвата и бивша насеља: Брда, Буквалук, Врбања, Вујиновићи, Делибашино Село, Дервиши, Мађир, Новаковићи, Петричевац, Пресначе, Ребровац, Чесма, Чифлук, Шибови и део насеља Дракулић), Барловци, Бастаси, Бистрица, Борковићи, Бочац, Бронзани Мајдан, Верићи, Вилуси, Голеши, Дебељаци, Добрња, Драгочај, Дракулић, Дујаковци, Залужани, Зеленци, Јагаре, Кмећани, Кола, Кола Доња, Крмине, Крупа на Врбасу, Куљани, Локвари, Лусићи, Љубачево, Мелина, Мотике, Обровац, Павићи, Павловац, Перван Горњи, Перван Доњи, Пискавица, Понир, Поткозарје (до 1992. назив насеља је Ивањска), Пријаковци, Пријечани, Прњавор Мали, Радманићи, Радосавска, Рамићи, Рекавице (настало 1962. године спајањем насеља Рекавица /општина Бања Лука/ и насеља Рекавице /општина Крупа на Врбасу/), Славићка, Стратинска, Стричићи, Суботица, Церици, Чокори, Шарговац, Шимићи и Шљивно.

### Берковићи
Подручје општине Берковићи чине насељена мјеста:
Баране, Берковићи, Битуња, Брштаник (до 1981. део Ходова и Љубљенице), Бурмази (од 1981. обухватају и укинуто насеље Глеђевци), Дабрица, До, Жегуља (од 1981. обухвата и укинуто насеље Поцрње, до 1981. назив насеља је Горњи Поплат), Љубљеница (1959—1971. назив насеља је био Љубљаница), Љути До, Меча, Поплат (до 1981. године назив насеља је Доњи Поплат), Предоље, Струпићи (од 1981. обухватају и укинуто насеље Долови), Сузина (од 1981. обухвата и укинуто насеље Кубаш), Трусина (до 1981. назив насеља је Доња Трусина), Хатељи (до 1981. део Берковића), Ходово, Хргуд и Шћепан Крст (до 1981. део Дабрице).

### Бијељина
Подручје Града Бијељина чине насељена мјеста:
Амајлије, Балатун, Бањица, Батар, Батковић, Бијељина, Бјелошевац, Бријесница, Бродац Горњи, Бродац Доњи, Буковица Горња, Буковица Доња, Велика Обарска, Велино Село, Вршани, Главичице, Главичорак, Глоговац, Гојсовац, Голо Брдо, Градац-Ступањ (до 2012. део Чађавице Доње), Даздарево, Дворови, Дијелови (до 2012. део Дворова), Доњи Загони (до 2012. део Загона), Драгаљевац Горњи, Драгаљевац Доњи, Драгаљевац Средњи, Загони, Јања, Јоховац, Кацевац, Кованлук, Ковачићи (до 2012. део Загона), Којчиновац, Крива Бара, Љељенча, Љесковац, Магнојевић Горњи, Магнојевић Доњи, Магнојевић Средњи, Мала Обарска (до 2012. део Батковића), Међаши, Модран, Нови (до 2012. део Вршана), Ново Насеље, Ново Село, Обријеж, Остојићево (до 1955. године Свињаревац), Патковача, Пиперци, Попови, Пучиле, Рухотина, Слобомир (до _ део Попова), Сухо Поље, Тријешница, Трњаци, Ћипировине, Хасе, Црњелово Горње, Црњелово Доње, Чађавица Горња, Чађавица Доња, Чађавица Средња, Чардачине и Ченгић.

### Билећа
Подручје општине Билећа чине насељена мјеста:
Баљци, Бијела Рудина, Бијељани, Билећа, Богдашићи, Боденик, Брестице, Влахиња, Врањска, Врбица, Голобрђе, Горња Мека Груда, Горњи Давидовићи, Граница, Делеуша, Дивин, Длакоше, Дола, Доња Мека Груда, Доњи Давидовићи, Ђече, Жудојевићи, Засада, Заушје, Звијерина, Калац, Качањ, Корита, Кривача, Крстаче, Кукричје, Кути, Лађевићи, Милавићи, Мириловићи, Мируше, Мрежица, Нарат, Његановићи, Обло Брдо, Орах, Ораховице, Пађени, Паник, Плана, Подгорје, Подосоје, Прераца, Пријевор, Присоје, Риоца, Селишта, Симијова, Скроботно, Тодорићи, Торић, Трновица, Фатница, Хоџићи, Чепелица
и Шобадине.

### Братунац
Подручје општине Братунац чине насељена мјеста:
Абдулићи, Бањевићи, Биљача, Бјеловац (до 1981. део Лознице), Бљечева, Бољевићи, Брана Бачићи (1962—1990. назив насеља је био Брана Бачић), Братунац, Витковићи, Вољавица, Вранешевићи, Глогова, Дубравице, Жлијебац, Загони, Залужје, Запоље, Јагодња, Јакетићи, Јежештица, Јелах, Јошева, Коњевићи, Кравица (до 1981. део Шиљковића), Красановићи, Липеновићи, Лозница, Магашићи, Михаљевићи, Млечва, Мратинци, Оправдићи, Оћеновићи, Пирићи, Побрђе, Побуђе, Подчауш, Полом, Раковац, Реповац, Сикирић, Слапашница, Станатовићи, Суха, Тегаре, Урковићи, Факовићи, Хранча, Хрнчићи и Шиљковићи.

### Брод
Подручје општине Брод чине насељена мјеста:
Брод, Брусница Велика, Брусница Мала, Винска, Горња Барица (до 1985. део насеља Барица, до 1990. има назив Барица Горња), Горња Врела (до 1990. има назив Врела Горња), Горња Мочила (до 1990. има назив Мочила Горња), Горње Колибе (до 1990. има назив Колибе Горње), Горњи Клакар (до 1990. има назив Клакар Горњи), Грк, Доња Барица (до 1985. део насеља Барица, до 1990. има назив Барица Доња), Доња Врела (до 1990. има назив Врела Доња), Доња Мочила (до 1990. има назив Мочила Доња), Доње Колибе (до 1990. има назив Колибе Доње), Доњи Клакар (до 1990. има назив Клакар Доњи), Збориште, Кораће, Кричаново, Крушчик, Лијешће (од 1985. обухвата укинуто насеље Полој), Ново Село и Сијековац, Унка.

## В

### Вишеград
Подручје општине Вишеград чине насељена мјеста:
Ајдиновићи (до 1981. део укинутог насеља Каоштице), Бабин Поток, Бан Поље, Баримо, Батковица, Баткушићи (до 1981. део укинутог насеља Каоштице), Бијела, Биљези, Бистриводе (до 1981. део укинутог насеља Каоштице), Бјеговићи, Бјељајци, Блаж, Блаце (од 1981. обухвата укинуто насеље Хртар), Богдашићи, Богилице, Бодежник, Боровац (до 1981. део Мириловића), Брезје, Бродар, Бурсићи, Велетово, Велика Гостиља, Веље Поље, Вељи Луг, Вишеград, Вишеградска Бања, Влаховићи, Воденице (до 1981. део Родић Брда), Вучине (до 1981. део Вишеграда), Газибаре (до 1981. део укинутог насеља Каоштице), Глогова (до 1981. део Међусеља), Горња Брштаница, Горња Јагодина (до 1981. део укинутог насеља Босанска Јагодина), Горња Лијеска, Горња Црнча, Горње Дубово, Горње Штитарево, Горњи Добрун (до 1981. део укинутог насеља Добрун), Горњи Дубовик, Грање, Гребен, Добрунска Ријека, Доња Брштаница, Доња Јагодина (до 1981. део укинутог насеља Босанска Јагодина), Доња Лијеска, Доња Црнча, Доње Вардиште, Доње Дубово, Доње Штитарево, Доњи Добрун (до 1981. део укинутог насеља Добрун), Доњи Дубовик, Драгомиље (до 1981. део Округле), Дрина (до 1981. део укинутог насеља Каоштице), Дринско, Дрокан, Дубочица, Душче, Ђипи, Ђуревићи, Жагре, Жлијеб, Загорац (до 1981. део укинутог насеља Каоштице), Закрсница, Заножје, Земљице, Златник, Јабланица, Јарци, Језернице, Јелачићи, Јелашци, Јелићи (до 1981. део укинутог насеља Каоштице), Каберник, Каменица, Капетановићи, Клашник, Клисура, Копито, Коритник, Косово Поље, Кочарим, Крагујевац, Кука, Купусовићи, Курталићи, Кустур Поље (до 1981. део Округле), Ласци, Лозница, Мала Гостиља, Мангалин Хан (до 1981. део Доњег Дубова), Масали, Мацуте, Маџаревићи (до 1959. године Мађаревићи), Међеђа, Међусеље, Мензиловићи, Меремишље, Милошевићи, Мирловићи, Мраморице (до 1981. део укинутог насеља Каоштице), Мушићи, Небоговине, Незуци, Обравње, Околишта, Округла, Омеровићи (до 1981. има назив Омерагићи), Оплаве (до 1981. део Доњег Вардишта), Ораховци, Оџак, Палеж, Паочићи, Пијавице (од 1981. обухвата укинуто насеље Узамница), Повјестача, Подгорје, Поздерчићи, Пољанице, Поље (до 1955. Поље код Вишеграда), Прелово, Пресјека, Претиша, Присоје, Раонићи (до 1981. део укинутог насеља Каоштице), Репушевићи, Ресник, Рзав (до 1981. део Шегања), Ријека (од 1981. обухвата укинуто насеље Заграђе), Родић Брдо, Рохци, Рујишта, Рутеновићи, Сасе, Сендићи, Смријечје, Станишевац, Столац, Стражбенице, Твртковићи, Тршевине, Тупеши (до 1981. део укинутог насеља Каоштице), Турјак, Туста Међ, Ћаћице, Убава, Уништа, Ушће Лима (до 1981. део Бродара), Фаљеновићи, Хадровићи, Халуге, Хамзићи, Хан Брдо, Холијаци, Холијачка Лука (до 1981. део Холијаца), Храњевац (до 1959. Хрњевац), Цријеп, Црни Врх, Црнчићи, Ченгићи, Чешаљ, Џанкићи, Шегање, Шип
и Шумице (до 1981. део Бабиног Потока).

### Власеница
Подручје општине Власеница чине насељена мјеста:
Бакићи, Брда, Власеница, Врли Крај, Гобеље, Грабовица, Градина, Драгашевац, Друм, Дураковићи, Дурићи, Јасен, Кљештани, Козја Раван, Којчевина, Кулина, Куљанчићи, Мајсторовићи, Мишари, Мршићи, Неђељишта (до 1981. назив Неђелишта), Оџак, Пешевина, Пијуке (од 1981. обухвата и укинуто насеље Кусељ), Плакаловићи, Подцрквина, Пустоше, Рача, Рашића Гај, Рогосија, Симићи, Тикварићи, Тугово, Туралићи, Церска, Џемат, Шадићи Горњи (до 1955. године Шадићи Српски) и Шадићи Доњи (до 1955. године Шадићи Муслимански).

### Вукосавље
Подручје општине Вукосавље чине насељена мјеста:
Ада (до 1955. године Мрка Ада), Врбовац, Вукосавље, Гнионица, Јакеш, Језеро, Јошавица, Модрички Луг (до 1981. део Модриче), Ново Село (до _ Балеговац), Пећник, Поточани и Срнава.

## Г

### Гацко
Подручје општине Гацко чине насељена мјеста:
Автовац, Бахори, Башићи, Берушица, Брајићевићи, Браниловићи, Вишњево, Вратковићи, Врба, Гарева, Гацко, Горња Бодежишта, Градина, Грачаница, Данићи, Добрељи, Домрке, Доња Бодежишта (од 1981. године обухвата и укинуто насеље Објешеник), Дражљево, Драмешина, Друговићи, Дубљевићи, Жањевица, Заградци, Зуровићи, Игри, Изгори, Јабука, Јасеник, Југовићи, Казанци, Кључ, Кокорина, Краварево, Кула, Липник, Лончари, Лука, Луковице, Љесков Дуб, Меданићи, Међуљићи, Мекавци, Мелечићи, Михољаче, Мједеник, Мрђеновићи, Муховићи, Надинићи, Нови Дулићи, Платице, Пода, Пржине, Придворица, Равни, Рудо Поље, Самобор, Сливља, Содери, Срђевићи, Стамбелићи, Стари Дулићи, Степен, Столац, Улиње, Фојница, Ходинићи, Церница, Чемерно, Шиповица
и Шумићи.

### Градишка
Подручје града Градишка чине насељена мјеста:
Аџићи, Берек, Бистрица, Бок Јанковац, Брестовчина, Буковац (од 1981. обухвата укинута насеља Батар и Буквик), Вакуф, Вилуси, Врбашка, Гашница, Горња Долина, Горња Јурковица, Горња Липовача, Горњи Карајзовци, Горњи Подградци, Градишка (од 1985. године обухвата укинуто насеље Насип), Грбавци, Греда, Доња Долина, Доња Јурковица, Доњи Карајзовци, Доњи Подградци, Драгељи, Дубраве, Елезагићи, Жеравица, Јабланица, Јазовац, Кијевци, Козара, Козинци, Кочићево (до 1950. године назив Јунузовци), Крајишник, Крушкик, Ламинци Брезици, Ламинци Дубраве, Ламинци Јаружани, Ламинци Сређани, Лисковац, Лужани, Мачковац, Машићи, Милошево Брдо, Миљевићи, Мичије, Мокрице, Нова Топола, Ново Село, Орахова, Орубица, Петрово Село, Ровине, Рогољи, Романовци, Самарџије, Сеферовци, Совјак, Средња Јурковица, Требовљани, Трновац, Трошељи, Турјак, Церовљани, Цимироти, Чатрња, Челиновац, Чикуле
и Шашкиновци.

## Д

### Дервента
Подручје града Дервента чине насељена мјеста:
Агићи, Беглуци, Бијело Брдо, Босански Дубочац, Брезици, Буковац, Буковица Велика (до 1955, године Буковица Католичка), Буковица Мала (до 1955. године Буковица Српска), Бунар, Велика, Велика Сочаница, Врхови, Горња Бишња, Горња Лупљаница, Горњи Божинци (до 1955. године Божинци Католички), Горњи Вишњик, Горњи Детлак, Градац, Градина, Дажница, Дервента, Доња Бишња, Доња Лупљаница, Доњи Вишњик, Доњи Детлак, Дријен, Жеравац, Живинице, Зеленике, Календеровци Горњи (до 1955. године Календеровци Српски), Календеровци Доњи (до 1955. године Календеровци Турски), Ковачевци, Костреш, Кулина, Куљеновци, Луг, Лужани (до 1955. године Лужани Турски), Лужани Босански (до 1955. године Лужани Мулабегови), Лужани Нови (до 1955. године Лужани Шемсибегови), Мала Сочаница, Мишинци, Мишковци, Модран, Осиња, Осојци, Пјеваловац, Појезна, Пољари, Поље, Рапћани (до 1970. године Рапчани), Станићи, Тетима, Трстенци, Туњестала (до 1971. године назив Туњестола), Церани, Црнча и Шушњари.

### Добој
Подручје града Добој чине насељена мјеста:
Божинци Доњи, Бољанић, Брезици, Брестово, Брусница, Буковац, Буковица Велика (до 1981. Велика Буковица), Буковица Мала (до 1981. године Мала Буковица), Бушлетић, Врандук, Глоговица, Горња Међеђа (1971—2011. године назив Горња Међиђа), Горња Пакленица, Грабовица, Грапска Горња, Грапска Доња, Добој, Доња Пакленица, Доњи Раковац, Драгаловци, Зарјеча (1981—1985. Зарјечја), Зелиња Горња, Јелањска, Јоховац, Кладари, Кожухе, Комарица, Костајница, Которско, Липац, Лукавица Ријека (до 1961. године део насеља Лукавица /Грачаница/, до 1981. године назив Лукавица дио), Љеб, Љескове Воде, Мајевац, Макљеновац, Миљановци, Миљковац, Митровићи, Омањска, Опсине, Осјечани Горњи, Осјечани Доњи, Осојница, Осредак, Остружња Горња, Остружња Доња, Палежница Горња (1962—1981. део бившег насеља Палежница), Палежница Доња (1962—1981. део бившег насеља Палежница), Плочник, Подновље, Порјечје (до 1955. године Потурице), Поточани, Придјел Горњи (до 1981. део бившег насеља Придјел), Придјел Доњи (до 1981. део бившег насеља Придјел), Присаде, Прњавор Велики, Прњавор Мали, Радња Доња, Рашковци, Ритешић, Рјечица Горња (до 1955. године Ријечица Српска), Рјечица Доња (до 1955. године Ријечица Муслиманска), Свјетлича, Сјенина, Сјенина Ријека (до 1981. део насеља Сјенина), Скиповац Горњи, Скиповац Доњи, Станари, Станић Ријека, Станови, Стријежевица, Сухо Поље, Текућица, Тисовац, Трбук, Трњани, Фоча, Цвртковци, Церовица, Чајре, Чивчије Буковичке, Чивчије Осјечанске и Шеварлије.

### Доњи Жабар
Подручје општине Доњи Жабар чине насељена мјеста:
Доњи Жабар, Јењић (до 1981. део насеља Видовице), Лепница (до 1981. део насеља Видовице), Лончари, Оштра Лука и Човић Поље.

## З

### Зворник
Подручје града Зворник чине насељена мјеста:
Андровићи, Баљковица, Баљковица Доња, Бошковићи (од 2012. обухвата укинуто насеље Засеок), Брањево (до 2011. део насеља Горњи Шепак), Буложани, Витиница, Врела, Глоди, Глумина, Горња Каменица (до 2012. Каменица Горња), Горња Пилица, Горње Снагово (настало 2012. спајањем укинутих насеља: Снагово Горње, Марчићи и Мехмедићи), Горњи Грбавци (до 2012. Грбавци Горњи), Горњи Локањ, Горњи Шепак (до 1955. Шепак Српски, 1955—2012. Шепак Горњи), Гуштери, Дивич, Доња Каменица (до 2012. Каменица Доња), Доња Пилица, Доњи Грбавци (до 2012. Грбавци Доњи), Доњи Локањ, Доњи Шепак (до 1955. Шепак Муслимански, 1955—2012. Шепак Доњи), Дрињача, Дуги Дио, Ђевање, Ђулићи, Економија (до 2011. део Зворника /Каракај/), Зворник, Зелиње, Јардан, Јасеница, Јошаница (до 2012. део укинутог насеља Снагово Доње), Јусићи, Каракај (до 2012. део насеља Зворник), Кисељак, Китовнице, Клиса, Козлук, Костијерево, Крижевићи, Кула Град, Кучић Кула, Лијешањ, Липље (до 2012. део укинутог насеља Снагово Доње), Малешић (до 2012. Малешићи), Ново Село, Ораовац (до 2012. део Гуштера), Оџачина (до 2012. део насеља Јусићи), Пађине, Паљевићи, Петковци, Поточани, Роћевић, Самари (до 2012. део укинутог насеља Снагово Доње), Скочић, Снагово (до 1955. године Српско Снагово), Сопотник, Средњи Шепак (до 2012. део насеља Горњи Шепак), Султановићи (до 2012. део Куле Град), Табанци, Трновица, Тршић, Угљари, Улице (до 2011. део Челопека), Цер (до 2012. део насеља Кучић Кула), Челопек и Шетићи.

## И

### Источни Дрвар
Подручје општине Источни Дрвар чине насељена мјеста:
Потоци, Срнетица и Увала.

### Источни Мостар
Подручје општине Источни Мостар чине насељена мјеста:
Зијемље, Камена и Кокорина.

### Источно Сарајево
Град Источно Сарајево чине градске општине: општина Источна Илиџа, општина Источни Стари Град, општина Источно Ново Сарајево, општина Пале, општина Соколац и општина Трново.

##### Источна Илиџа
Подручје општине Источна Илиџа чине насељена мјеста:
Горње Младице, Касиндо, Крупац, Сарајево Дио-Илиџа и Сарајево Дио-Сарајево Нови Град.

##### Источни Стари Град
Подручје општине Источни Стари Град чине насељена мјеста:
Близанци, Булози, Вукнић, Вучја Лука, Горње Биоско, Горње Међуше, Довлићи, Доње Биоско, Доње Међуше, Кумане, Липник, Њеманица, Ракова Нога, дио Старог Града, Сировине, Студенковићи, Фалетићи, Хреша и Шљеме.

##### Источно Ново Сарајево
Подручје општине Источно Ново Сарајево чине насељена мјеста:
Клек, Козаревићи, Лукавица, Миљевићи, Петровићи, дио Новог Сарајева, Тврдимићи и Топлик.

##### Пале
Подручје општине Пале чине насељена мјеста:
Бјелогорци, Бљуштевац, Боговићи, Брдарићи, Брдо, Брезовице, Брњица, Буђ, Виноград, Влаховићи, Глуховићи, Горња Винча, Горња Љубогошта, Горње Пале, Горњи Прибањ, Горовићи, Градац, Гуте, Доња Винча, Доња Љубогошта, Јасик, Јахорина, Јеловци, Кадино Село, Каменица, Касидоли, Космај, Костреша, Крачуле, Луке, Миошићи, Модрик, Мокро, Нехорићи, Павловац, Пале, Петовићи, Подвитез, Подграб, Подлозник, Подмеденик, Понор, Прача, Прутине, Пустопоље, Радоњићи, Раките, Раковац, Рогоушићи, Росуље, Саице, Сињево, Сјетлина, Средње, Стајна, Стамболчић, Стране, Сумбуловац, Турковићи, Ћемановићи, Удеж, Хоточина и Шип.

##### Соколац
Подручје општине Соколац чине насељена мјеста:
Балтићи, Бандин Оџак, Бања Лучица, Барник, Бећари, Берег, Берковићи*, Бијела Вода, Бјеласовићи, Бјелосављевићи, Боровац, Брејаковићи, Буковик, Видрићи, Вранеши, Врапци, Вражићи, Врхбарје, Врховина, Врутци, Вукосављевићи, Газиводе, Горњи Драпнићи*, Горњи Калиманићи, Горњи Поретак, Грбићи, Гурдићи*, Доње Бабине, Доње Гире, Доњи Драпнићи, Доњи Калиманићи, Дрецељ*, Дуганчићи*, Ђедовци, Жљебови, Жуљ, Жунови, Заграђе, Имамовићи, Јабука, Јасик, Кадића Брдо, Калаузовићи, Каљина, Казмерићи, Клечковац, Кнежина, Колаковићи*, Кошутица, Крајшићи*, Крушевци, Крушево*, Кула, Кусаче, Кути, Мандра, Мангурићи*, Маргетићи, Медојевићи, Мељине, Милетци, Милетине, Мичиводе, Неправдићи, Нехорићи, Ново Село, Новосеоци, Озерковићи, Павичићи, Паржевићи, Педише, Пихлице, Побратци, Подкрајева, Подроманија, Прељубовићи, Принчићи, Пусто Село, Равна Романија, Ријећа, Рудине, Селишта, Сијерци, Смртићи, Соколац, Соколовићи, Точионик, Турковићи, Храстишта, Цврчићи, Чаварине, Читлуци, Џиндићи, Шахбеговићи, Шенковићи, Шашевци* и Ширијевићи.

##### Трново
Подручје општине Трново чине насељена мјеста:
Башци, Бистрочај, Богатићи, Бољановићи, Врбовник, Говедовићи, Годиња, Граб, Грачаница, Дивчићи, Доња Пресјеница, Забојска, Иловице, Јабланица, Кијево, Кланац, Козија Лука, Миље, Подивич, Рајски До, Слављевићи, Тошићи, Трново, Турови и Улобићи.

## Ј

### Језеро
Подручје општине Језеро чине насељена мјеста:
Барево, Борци, Бравнице, Дренов До, Ђумезлије, Језеро, Ковачевац, Љољићи,
Перућица, Присоје и Черказовићи.

## К

### Калиновик
Подручје општине Калиновик чине насељена мјеста:
Бак, Божановићи, Бојићи, Бољановићи, Борија, Брда,
Буквица, Варизи, Варош, Виховићи, Влахоље, Везац, Врховина, Вујиновићи, Голубићи, Градина, Граисељићи, Дагањ, Добро Поље, Дубрава, Јабланићи, Јажићи, Језеро, Јелашца, Калиновик, Клиња, Ковачићи, Колаковићи, Крбљине, Крушчица, Кута, Кутине, Љусићи, Мекоча, Мојковићи, Мјеховина, Мосоровићи, Мушићи, Недавић, Околишта, Обаљ, Обрња, Осија, Плачикус, Плочник, Поповићи, Порија, Пресједовац, Превић, Рајац, Растовац, Руђице, Села, Сијерча, Сочани, Стране, Сусјечно, Седомине, Тмуше, Томишља, Трешњевица, Трновица, Тухобић, Улог, Унуковићи, Хрељићи, Церова, Чакли, Честаљево и Шивољи.

### Кнежево
Подручје општине Кнежево чине насељена мјеста:
Бастаји, Бокани, Борак, Брегови, Влатковићи, Голо Брдо, Горњи Корићани, Доњи Корићани, Живинице, Имљани, Јаворани, Кнежево, Кобиља, Костићи, Мокри Луг, Пауновићи, Рађићи, Ћуковац, Чарићи и Шолаји.

### Козарска Дубица
Подручје општине Козарска Дубица чине насељена мјеста:
Агинци, Бабинац, Бачвани, Бијаковац, Бјелајци, Божићи, Брекиња, Велико Двориште, Верија, Влашковци, Војскова, Вриоци, Горња Градина, Горњоселци, Гуњевци, Демировац, Диздарлије, Доња Градина, Доња Јутрогошта, Доња Слабиња, Доњи Јеловац, Драксенић, Јасење, Јохова, Јошик, Кадин Јеловац, Клековци, Кнежица, Козарска Дубица, Комленац, Кошућа, Котурови, Крива Ријека, Маглајци, Мало Двориште, Међеђа, Међувође, Мирковац, Мљечаница, Мразовци, Мурати, Новоселци, Оџинци, Парнице, Побрђани, Пуцари, Раковица, Сјеверовци, Скључани, Срефлије, Стригова, Суваја, Тукључани, Ушивац, Фурде, Хаџибајир, Хајдеровци, Челебинци, Читлук, Чуклинац, Шеварлије и Шпиља.

### Костајница
Подручје општине Костајница чине насељена мјеста:
Горња Слабиња, Грдановац, Гумљани, Зовик, Календери, Костајница, Мракодол, Мраово Поље, Петриња, Побрђани, Подошка и Тавија.

### Котор Варош
Подручје општине Котор Варош чине насељена мјеста:
Баштина, Билице, Бољанићи, Борци Горњи, Борци Доњи, Вагани, Варјаче, Вечићи, Вишевице, Вранић, Врбањци, Гарићи, Грабовица, Глуха Буковица, Дуратовци, Забрђе, Засеље, Јакотина, Котор Варош, Крушево Брдо I, * Крушево Брдо II, Липље, Маљева, Масловаре, Раштани, Ободник, Орахова, Паливук, Плитска, Подбрђе, Подосоје, Постоје, Присочка, Равне, Радохова, Селачка, Соколине, Стопан, Товладић, Ћорковићи, Хадровци, Хрваћани, Шибови и Шипраге.
Послије потписивања Дејтонског споразума највећи дио општине Котор Варош ушао је у састав Републике Српске. У састав Федерације БиХ ушли су мањи дијелови насељениx мјеста Крушево Брдо I и Крушево Брдо II, док је у састав општине Котор Варош ушао мањи дио насељеног мјеста Глуха Буковица које је прије рата припадало општини Травник.

### Крупа на Уни
Подручје општине Крупа на Уни чине насељена мјеста:
Велики Дубовик, Горњи Бушевић, Доњи Дубовик, Доњи Петровићи, Мали Дубовик, Осредак, Отока, Поткалиње, Средњи Бушевић, Средњи Дубовик, Средњи Петровићи и Хашани.

### Купрес
Подручје општине Купрес чине насељена мјеста:
Мрђановци, Ново Село, Растичево и Шеменовци.

## Л

### Лакташи
Подручје града Лакташи чине насељена мјеста:
Алексићи, Александровац, Бакинци, Бошковићи, Буковица, Велико Блашко, Гламочани, Деветина, Довићи, Друговићи, Јаблан, Јакуповци, Јаружани, Кадињани, Кобатовци, Кољани, Косјерово, Кришковци, Крнете, Лакташи, Љубатовци, Маглајани, Мало Блашко, Маховљани, Милосавци, Милошевци, Мрчевци, Папажани, Петошевци, Рајчевци, Ријечани, Слатина, Трн, Ћетојевићи, Чардачани, Шешковци и Шушњари.

### Лопаре
Подручје општине Лопаре чине насељена мјеста:
Бобетино Брдо, Бријест, Брусница, Вакуф, Висори, Вукосавци, Завршје, Јабланица, Ковачица*, Колимер*, Козјак, Коњиковићи, Корај, Кореташи, Лабуцка, Липовице, Лопаре, Лопаре Село, Лукавица, Мачковац, Милино Село, Миросавци, Мртвица, Пељаве, Пипери, Пирковци, Подгора, Потраш, Прибој, Пукиш, Пушковац, Ратковићи*, Смиљевац, Тобут, Цвиљевина*, Челић* и Шибошница*.

## Љ

### Љубиње
Подручје општине Љубиње чине насељена мјеста:
Банчићи, Вардуша (горња и доња), Влаховићи, Вођени, Глеђевци, Грабље, Градац, Дубочица, Жабица, Жрвањ, Ивица (горња и доња), Капавица, Крајпоље, Кртиње, Крушевица, Љубиње, Мишљен, Обзир, Поцрње, Пустипуси, Ранковци, Рђуси
и Убоско.

## М

### Милићи
Подручје општине Милићи чине насељена мјеста:
Бачићи, Бешићи, Бијело Поље, Бишина, Буковица Горња, Буковица Доња, Буљевићи, Ванџићи, Витићи, Вишњица, Врточе, Вуковићи, Вукшићи, Вукшић Поље, Герови, Глушац, Голићи, Горње Врсиње, Горњи Залуковик, Градина, Гуњаци, Дервента, Доње Врсиње, Дубачко, Дубница, Дубнички Мост, Дукићи, Ђиле, Ђурђевићи, Жутица, Забрђе, Заграђе, Заклопача, Јеремићи, Кокановићи, Копривно, Костићи, Кострача, Крајчиновићи, Лукавица, Лукићи, Лукић Поље, Маћеси, Мановићи, Маринковићи, Метаљка, Милићи, Милића Брдо, Мишићи, Нова Касаба, Нурићи, Павковићи, Подбирач, Подгора, Помол, Рајићи, Рашево, Рашковићи, Ристијевићи, Роваши, Рогач, Рупово Брдо, Себиочина, Скугрићи, Станковићи, Ступ, Супач, Тољевићи, Тодићи, Тумаче, Штедра и Штедрић.

### Модрича
Подручје општине Модрича чине насељена мјеста:
Бабешница, Ботајица, Врањак, Гаревац, Горње Кречане, Добра Вода, Добриња, Доњи Скугрић, Дуго Поље, Јасеница, Кладари Горњи, Кладари Доњи, Копривна, Крчевљани, Кужњача, Милошевац, Модрича, Ријечани Горњи, Ријечани Доњи, Скугрић Горњи, Таревци, Толиса и Чардак.

### Мркоњић Град
Подручје општине Мркоњић Град чине насељена мјеста:
Баљвине, Бјелајце, Брдо, Власиње, Герзово, Горња Пецка, Горња Подгорја, Горњи Бараћи, Горњи Граци, Густовара, Дабрац, Доња Пецка, Доња Подгорја, Доњи Бараћи, Доњи Граци, Дубица, Јасенови Потоци, Копљевићи, Котор, Лисковица, Магаљдол, Мајдан, Медна, Млиниште, Мркоњић Град, Оканџије, Ораховљани, Оћуне, Подбрдо, Подоругла, Подрашница, Ступари, Сурјан, Тријебово, Трново, Убовића Брдо, Шеховци и Шибови.

## Н

### Невесиње
Подручје општине Невесиње чине насељена мјеста:
Батковићи, Бежђеђе, Биоград, Бојишта, Боровчићи, Братач, Будисавље, Гај, Горња Бијења, Горњи Дрежањ, Горњи Лукавац, Грабовица, Доња Бијења, Доњи Дрежањ, Доњи Лукавац, Драмишево, Жиљево, Жуберин, Заборани, Залом, Залужје, Зови До, Јасена, Југовићи, Кифино Село, Кљен, Кљуна, Ковачићи, Крекови, Крушевљани, Лакат, Лука, Миљевац, Невесиње, Оџак, Плужине, Подграђе, Постољани, Пресјека, Придворци, Прковићи, Рабина, Раст, Риља, Рогаче, Сељани, Слато, Сопиља, Студенци, Трусина, Ћесим (Чесим), Удрежње, Хрушта, Хумчани, Шеховина и Шипачно.

### Нови Град
Подручје општине Нови Град чине насељена мјеста:
Ахметовци, Благај Јапра, Благај Ријека, Блатна, Ведовица, Велика Жуљевица, Велика Рујишка, Витасовци, Горње Водичево, Горњи Агићи, Горњи Ракани, Грабашница, Деветаци, Добрљин, Доње Водичево, Доњи Агићи, Доњи Ракани, Јоховица, Јошава, Кршље, Куљани, Љешљани, Мазић, Мала Жуљевица, Мала Крупска Рујишка, Мала Новска Рујишка, Масловаре, Матавази, Нови Град, Петковац, Пољавнице, Прусци, Равнице, Радомировац, Раковац, Рашће, Рудице, Сводна, Соколиште, Сухача, Трговиште, Ћеле, Хозићи, Церовица, Црна Ријека, Чађавица Доња, Чађавица Доња и Чађавица Средња.

### Ново Горажде
Подручје општине Ново Горажде чине насељена мјеста:
Башабулићи, Благојевићи, Богданићи, Борак Брдо, Борова, Бошање, Бучје, Влаховићи, Вранпоток, Вучетић, Гај, Гојчевићи, Градац, Громила, Доња Сопотница, Доње Село, Драговићи, Драгољи, Живојевићи, Жигови, Житово, Жужело, Закаље, Запљевац, Земегреси, Зидине, Зорлаци, Зубовићи у Оглечеви, Јабука, Казагићи, Канлићи, Караузовићи, Каровићи, Копачи, Костеник, Крашићи, Креча, Љесковик, Машићи, Милановићи, Нашћење, Неворићи, Новаковићи, Ново Горажде, Оглечева, Оџак, Подкозара Горња, Подкозара Доња, Подмашићи, Подмељине, Подхомара, Прибјеновићи, Пролаз, Пршеши, Радијевићи, Радићи, Радмиловићи, Роповићи, Русањ, Сеоца, Слатина, Сопотница, Сурови, Требешево, Устипрача, Ухотићи, Хајрадиновићи, Хладила, Хрид, Хрушањ, Хубјери, Џуха, Шовшићи и Шућурићи.

## О

### Осмаци
Подручје општине Осмаци чине насељена мјеста:
Борогово, Виличевићи, Гојчин, Зелина, Косовача, Кулина, Кусоње, Матковац, Махала, Осмаци, Ракино Брдо, Сајтовићи, Хајвази, Цапарде, Шарци* и Шехер.
Општина је формирана од дијелова општине Калесија, који су припали Републици Српској након Дејтонског споразума.

### Оштра Лука
Подручје општине Оштра Лука чине насељена мјеста:
Батковци, Будимлић Јапра, Гаревица, Горња Козица, Горња Трамошња, Доња Козица*, Доња Трамошња*, Дуге Њиве, Зенковићи*, Копривна, Марини, Мркаљи, Овањска, Оштра Лука, Подвидача, Сасина, Слатина, Стара Ријека, Хадровци, Халиловци, Хазићи, Усорци и Шкрљевита.
Дијелови пријератних насељених мјеста Доња Козица, Горња Козица, Горња Трамошња, Хадровци, Копривна, Мркаљи, Подвидача, Сасина, Слатина, Стара Ријека, Шкрљевита и Трнова припадају Федерацији Босне и Херцеговине, тј. федералној општини Сански Мост.

## П

### Пелагићево
Подручје општине Пелагићево чине насељена мјеста:
Блажевац, Горња Трамошница, Горње Леденице, Доња Трамошница, Доње Леденице, Њивак, Орлово Поље, Пелагићево, Поребрице, Самаревац и Турић.

### Петровац
Подручје општине Петровац чине насељена мјеста:
Бравски Ваганац, Буковача, Бунара, Дринић, Кленовац и Подсрнетица.

### Петрово
Подручје општине Петрово чине насељена мјеста:
Какмуж, Калуђерица (раније Васиљевци и Ступари), Карановац, Кртова, Петрово, Порјечина и Сочковац.

### Приједор
Подручје града Приједор чине насељена мјеста:
Алишићи, Бабићи, Бистрица, Бишћани, Божићи, Брђани, Брезичани, Бришево, Буснови, Велико Паланчиште, Гаћани, Гомјеница, Горња Драготиња, Горња Јутрогошта, Горња Пухарска, Горња Равска, Горњи Волар, Горњи Гаревци, Горњи Јеловац, Горњи Орловци, Градина, Дера, Доња Драготиња, Доња Равска, Доњи Волар, Доњи Гаревци, Доњи Орловци, Жуне, Зецови, Јаруге, Јелићка, Југовци, Калајево, Камичани, Кевљани, Козарац, Козаруша, Криваја, Ламовита, Љескаре, Љубија, Мало Паланчиште, Марини, Марићка, Миљаковци, Миска Глава, Нишевићи, Ништавци, Омарска, Орловача, Пејићи, Петрово, Петров Гај, Приједор, Ракелићи, Раковчани, Раљаш, Расавци, Ризвановићи, Саничани, Тисова, Томашица, Трнопоље, Ћела, Хамбарине, Хрнићи, Цикоте, Црна Долина, Чараково, Чејреци, Чиркин Поље и Шурковац.

### Прњавор
Подручје града Прњавор чине насељена мјеста:
Бабановци, Брезик, Велика Илова, Вршани, Гајеви, Гаљиповци, Горња Илова, Горња Мравица, Горњи Вијачани Дио, Горњи Гаљиповци, Горњи Палачковци, Горњи Смртићи, Горњи Штрпци, Грабик Илова, Гусак, Долине, Доња Илова, Доња Мравица, Доњи Вијачани, Доњи Гаљиповци, Доњи Палачковци, Доњи Смртићи, Доњи Штрпци, Дренова, Јадовица, Јасик, Кокори, Коњуховци, Караћ, Кремна, Кулаши, Лишња, Лужани, Маћино Брдо, Мравица, Мрачај, Мујинци, Насеобина Бабановци, Насеобина Лишња, Насеобина Хрваћани, Ново Село, Околица, Орашје, Отпочиваљка, Парамије, Печенег Илова, Поповићи, Поточани, Прњавор, Просјек, Пураћи, Ралутинац, Ратковац, Скакавци, Срповци, Хрваћани, Црквена, Чивчије, Чорле, Шаринци, Шерег Илова, Шибовска и Штивор.

## Р

### Рибник
Подручје општине Рибник чине насељена мјеста:
Бусије, Велијашница, Велије, Горња Превија, Горња Слатина, Горње Ратково, Горње Соколово, Горњи Врбљани, Горњи Рибник, Доња Превија, Доња Слатина, Доње Ратково, Доње Соколово, Доњи Рибник, Доњи Врбљани, Драгорај, Заблеће, Јарице, Љубине, Растока, Ситница, Средице, Стражице, Трескавац, Црквено, Чађавица и Хасићи.

### Рогатица
Подручје општине Рогатица чине насељена мјеста:
Агаровићи, Бабљак, Бегзадићи, Берковићи, Бећи, Бехећи, Бјелогорци, Блажујевићи, Божине, Борач, Борика, Боровац, Боровско, Бранковићи, Брда, Брезје, Брчигово, Булози, Бурати, Варошиште, Враголови, Вражалице, Врасалићи, Вратар, Врело, Врлазје, Газије, Годомиље, Голубовићи, Гривци, Гуждељи, Гучево, Добраче, Добрашина, Добромеровићи, Доброучићи, Дробнићи, Дуб, Думањићи, Ђедовићи, Жепа, Живаљевићи, Живаљевина, Загајеви, Загорице, Закомо, Зиличина, Јаровићи, Јасенице, Камен, Карачићи, Ковањ, Козарде, Козићи, Копљевићи, Крамер Село, Крвојевићи, Кујунџијевићи, Кукавице, Кусуци, Лађевине, Лазе, Лепеница, Лубардићи, Љубомишље, Маравићи, Махала, Медна Лука, Месићи, Мислово, Мргудићи, Нахота, Обртићи, Округло, Орахово, Осово, Отричево, Павичина Кула, Пашић Кула, Пешурићи, Пијевчићи, Плање, Пљеско, Пљешевица, Подгај, Покривеник, Потком, Прибошијевићи, Припечак, Просјечено, Пуртићи, Радич, Рађевићи, Ракитница, Рибиоц, Рогатица, Русановићи, Сељани, Сјеверско, Сјемећ, Слап, Сочице, Стара Гора, Стари Брод, Старчићи, Стјенице, Стоп, Стрмац, Судићи, Суровићи, Трново, Феризовићи, Чавчићи, Чадовина, Чубрићи, Шаторовићи, Шена Крена, Шетићи, Шљедовићи, Шљивно и Штавањ.

### Рудо
Подручје општине Рудо чине насељена мјеста:
Арбанаси, Арсићи, Баре, Бијело Брдо, Бишевићи, Бјелуговина, Бјелушине, Бјељевине, Близна, Бован, Божовићи, Борановићи, Будалице, Ваган, Вити Граб, Гаочићи, Гојава, Горња Ријека, Горња Стрмица, Горње Цикоте, Горњи Раванци, Грабовик, Гривин, Даниловићи, Долови, Доња Ријека, Доња Стрмица, Доње Цикоте, Доњи Раванци, Дорићи, Дубац, Дуговјеч, Заграђе, Зарбовина, Златари, Зубач, Зубањ, Јањићи, Књегиња, Ковачи, Косовићи, Кула, Љутава, Међуречје, Микавице, Миоче, Мисајловина, Мокронози, Мрсово, Николићи, Обрвена, Омарине, Омачина, Опутница, Орах, Оскоруша, Пазаље, Паст, Пељевићи, Петачине, Плема, Полимље, Попов До, Похаре, Пребидоли, Прибишићи, Пријеворац, Равне Њиве, Радожеље, Раковићи, Ресићи, Рудо, Рупавци, Саставци, Сетихово, Соколовићи, Станковача, Старо Рудо, Стргачи, Стргачина, Трбосиље, Трнавци, Трнавци код Рудог, Увац, Устибар, Цвркоте, Чавдари, Џиханићи, Шахдани и Штрпци.

## С

### Србац
Подручје општине Србац чине насељена мјеста:
Бајинци, Бардача, Брезовљани, Брусник, Влакница, Гај, Гламочани, Горња Лепеница, Горњи Кладари, Горњи Срђевићи, Доња Лепеница, Доњи Кладари, Доњи Срђевићи, Дуго Поље, Илићани, Инађол, Каоци, Кобаш, Корови, Кукуље, Лилић, Нова Вес, Нови Мартинац, Ножичко, Повелич, Пријебљези, Раковац, Разбој Љевчански, Разбој Жупски, Ресавац, Селиште, Сеферовци, Ситнеши, Ситнеши Мали, Србац, Србац Село, Стари Мартинац, Ћукали и Црнаја.

### Сребреница
Подручје општине Сребреница чине насељена мјеста:
Бабуљице, Бајрамовићи, Беширевићи, Блажијевићи, Божићи, Бостаховине, Браковци, Брежани, Брезовице, Бујаковићи, Бучиновићи, Бучје, Велика Даљегошта, Виогор, Гај, Гладовићи, Гођевићи, Горњи Поточари, Гостиљ, Димнићи, Добрак, Доњи Поточари, Жабоквица, Жедањско, Калиманићи, Карачићи, Клотјевац, Костоломци, Крњићи, Крушев До, Кутузеро, Лијешће, Ликари, Липовац, Лука, Љесковик, Мала Даљегошта, Међе, Милачевићи, Михољевине, Моћевићи, Ногачевићи, Обади, Опетци, Ораховица, Осатица, Осмаче, Осредак, Пале, Палеж, Пећи, Пећишта, Петрича, Подгај, Подосоје, Подравно, Познановићи, Постоље, Прибидоли, Прибојевићи, Прохићи, Пусмулићи, Радошевићи, Радовчићи, Рађеновићи, Ратковићи, Сасе, Скелани, Скендеровићи, Слатина, Сребреница, Староглавице, Сулице, Сућеска, Токољак, Топлица, Ћићевци, Урисићи, Фојхар, Црвица и Шубин.

## Т

### Теслић
Подручје општине Теслић чине насељена мјеста:
Бања Врућица, Бардаци, Барићи, Бијело Бучје, Блатница*, Брић, Булетић, Витковци, Влајићи, Врела*, Гомјеница, Горња Радња, Горња Врућица, Горње Липље, Горњи Очауш, Горњи Ранковић, Горњи Ружевић, Горњи Теслић, Доњи Очауш, Доњи Ранковић, Доњи Ружевић, Дубраве, Ђулићи, Жарковина, Јасенова, Језера*, Калошевић*, Каменица, Комушина Горња, Комушина Доња, Кузмани, Младиковине, Осивица, Парлози, Прибинић, Радешићи, Рајшева, Растуша, Рудо Поље, Слатина, Стењак*, Студенци, Теслић, Угодновићи, Укриница, Чечава и Шњеготина Горња.
Дијелови насељених мјеста Мркотић, Калошевић, Блатница и Језера.

### Требиње
Подручје града Требиње чине насељена мјеста:
Аранђелово, Арбанашка, Арсланагића Мост, Баонине, Беговић Кула, Бијелач, Бијоград, Биоци, Бихово, Богојевић Село, Бодироге, Бориловићи, Брани До, Брова, Будоши, Буговина, Величани, Веља Гора, Владушићи, Власаче, Влашка, Волујац, Врпоље Загора, Врпоље Љубомир, Вучија, Главинићи, Гојшина, Гола Главица, Гомиљани, Горња Кочела, Горње Врбно, Горње Гранчарево, Горње Чичево, Горњи Ораховац, Граб, Грбеши, Грбићи, Гркавци, Грмљани, Десин Село, Диклићи, До, Добромани, Додановићи, Долови, Домашево, Доња Кочела, Доње Врбно, Доње Гранчарево, Доње Чичево, Доњи Ораховац, Драчево, Дражин До, Дријењани, Дубљани, Дубочани, Дужи, Ђедићи, Жаково, Ждријеловићи, Жељево, Жупа, Загора, Згоњево, Јазина, Јањач, Јасен, Јасеница Луг, Јушићи, Кликовићи, Клобук, Ковачина, Коњско, Корлати, Котези, Крај, Крајковићи, Кремени До, Крњевићи, Кучићи, Куња Главица, Лапја, Ластва, Локвице, Ломачи, Луг, Лушница, Љекова, Љубово, Марић Међине, Месари, Мионићи, Морче, Моско, Мркоњићи, Мрњићи, Нецвијеће, Никонтовићи, Ограде, Орашје Зубци, Орашје Попово, Орашје Површ, Паројска Њива, Петровићи, Пијавице, Подвори, Подосоје, Подстрашивица, Подштировник, Пољице Попово, Пољице Чичево, Прхиње, Придворци, Рапти Бобани, Рапти Зупци, Расовац, Седлари, Скочигрм, Сливница Површ, Старо Слано, Струјићи, Талежа, Тодорићи, Требијови, Требиње, Тули, Туље, Турани, Турица, Турменти, Тврдош, Убла, Увјећа, Угарци, Укшићи, Хум, Церовац, Цицина, Чварићи, Шарани и Шћеница Љубомир.

## У

### Угљевик
Подручје општине Угљевик чине насељена мјеста:
Атмачићи, Богутово Село, Глиње, Горња Крћина, Горња Трнова, Доња Крћина, Доња Трнова, Забрђе, Јањари, Јасење*, Јасиковац*, Коренита, Малешевци, Мезграја, Мукат Станковићи, Равно Поље, Сарије, Средња Трнова, Стари Угљевик, Турсуново Брдо*, Тутњевац, Угљевик, Угљевик Село
и Угљевичка Обријеж.
Дијелови насељених мјеста Турсуново Брдо, Јасење и Јасиковац.

## Ф

### Фоча
Подручје општине Фоча чине насељена мјеста:
Анђелије, Бастаси, Белени, Биоково, Биротићи, Богавићи, Боровинићи, Борје, Брајићи, Брајковићи, Брод, Брусна, Будањ, Бујаковина, Бунови, Веленићи, Викоч, Витине, Војновићи, Врањевићи, Врбница, Вукушићи, Вучево, Глушца, Говза, Годијено, Гостичај, Градац, Грандићи, Грдијевићи, Даничићи, Деролови, Драгочава, Драгојевићи, Драче, Ђеђево, Жељево, Заваит, Закмур, Зубовићи, Игоче, Избишно, Јасеново, Јелеч, Јечмишта, Јошаница, Колун, Козаревина, Козја Лука, Косман, Кратине, Крна Јела, Кундуци, Крушево, Куново, Кута, Љубина, Мазоче, Мештревац, Миљевина, Мирјановићи, Мјешаји, Марево, Орахово, Папратно, Патковина, Паунци, Пољице, Попов Мост, Потпеће, Превраћ, Пријеђел, Присоје*, Пуриши, Радојевићи*, Родијељ*, Ријека, Слатина, Сорлаци*, Сусјешно (Сусјечно), Течићи, Тјентиште, Тођевац, Тохољи, Трбушће, Тртошево, Тврдаци, Ћурево, Фалиши, Филиповићи*, Фоча, Цвилин*, Церова Раван, Црнетићи, Хум, Хусеиновићи, Челебићи, Челиково Поље, Шкобаљи, Штовић и Шуљци.

## Х

### Хан Пијесак
Подручје општине Хан Пијесак чине насељена мјеста:
Бабине Горње, Берковина, Брложник, Гођење, Жеравице, Јапага, Јеловци, Краљево Поље, Крам, Криваче, Кусаче, Караула*, Мало Поље, Мркаљи, Невачка, Нерићи, Пјеновац, Плане, Поджепље (Поџепље), Подкозловача, Равањско, Речица*, Ријеке, Рубинићи*, Стоборани, Џимрије и Хан Пијесак.

## Ч

### Чајниче
Подручје општине Чајниче чине насељена мјеста:
Авлија, Батковићи, Батово, Батотићи, Безујно, Борајно, Брезовице, Бучковићи на Безујанци, Гламочевићи, Гложин, Ђаковићи, Заборак, Ифсар, Камен, Капов Хан, Каровићи, Крстац, Лађевци, Луке, Међурјечје, Метаљка, Милатковићи, Миљено, Миштар, Подаврело, Поникве, Првањ, Слатина, Старонићи, Стопићи, Судићи, Тодоровићи, Трпиње, Тубројевићи, Хунковићи и Чајниче.

### Челинац
Подручје општине Челинац чине насељена мјеста:
Бабићи, Балте, Басићи, Бранешци Горњи, Бранешци Доњи, Брезичани, Вијачани Горњи (заселак Јанковићи), Грабовац, Дубрава Нова, Дубрава Стара, Јошавка Горња, Јошавка Доња, Каблови, Каменица, Лађевци, Липовац, Марковац, Мемићи, Меховци, Милошево, Опсјечко, Поповац, Скатавица, Црни Врх, Челинац, Челинац Горњи, Шахиновићи, Шњеготина Велика, Шњеготина Доња, Шњеготина Средња и Штрбе.

## Ш

### Шамац
Подручје општине Шамац чине насељена мјеста:
Баткуша, Брвник*, Гајеви, Горња Слатина, Горњи Хасић, Гребнице*, Доња Слатина, Доњи Хасић, Засавица, Корница, Крушково Поље, Лугови, Ново Село, Његошево*, Обудовац, Писари, Средња Слатина, Тишина, Турсиновац*, Горња и Доња Црквина, Шамац и Шкарић.

### Шековићи
Подручје општине Шековићи чине насељена мјеста:
Акмачићи, Ашћерићи, Башићи, Бетањ, Бијело Поље, Бобари, Бобарско поље, Велика Њива, Видаковићи, Врело, Врељанско поље, Гачићи, Добрић, Доле, Дубачкићи, Ђурићи, Жељезник, Зидоње, Зупци, Јавор, Јаковице, Јелачићи, Калабаче, Каштјељ, Корјен, Лукићи, Мајдан, Марковићи, Мијићи, Миловановићи, Павловићи, Папраћа, Пелемиши, Петровићи, Плазаче, Победарје, Подпола, Рашево, Селиште, Станимировићи, Стрмица, Ступари, Сучани, Тепен, Тишча, Трново, Тупанари, Удбина, Чанићи, Џанојевићи и Шековићи.

### Шипово
Подручје општине Шипово чине насељена мјеста:
Бабићи, Бабин До, Бешњево, Брдо, Брђани, Ваган, Водица, Волари, Вражић, Горица, Горњи Мујџићи, Грбавица, Греда, Доњи Мујџићи, Драгнић, Драгнић Подови, Дуљци, Ђукићи, Јусићи, Кнежевићи, Козила, Крчевине, Липовача, Лубово, Лужине, Љуша*, Мајевац, Мочиоци, Натпоље, Олићи, Оџак*, Пљева, Подобзир, Подосоје, Прибеља*, Прибељци, Попуже, Сарићи, Соколац, Ступна, Тодорићи, Трново, Хасанбеговци*, Хатковци*, Хрбине*, Црепуље*, Чифлук, Чуклић и Шипово.

## Са више од 5.000 становника
| Редни број | Грб | Насеље          | Број становника (2013) |
| ---------- | --- | --------------- | ---------------------- |
| 1.         |     | Бања Лука       | 150.997                |
| 2.         |     | Бијељина        | 45.291                 |
| 3.         |     | Приједор        | 32.342                 |
| 4.         |     | Добој           | 26.987                 |
| 5.         |     | Требиње         | 25.589                 |
| 6.         |     | Градишка        | 16.106                 |
| 7.         |     | Сарајево        | 14.364 (*)             |
| 8.         |     | Пале            | 13.883                 |
| 9.         |     | Дервента        | 12.680                 |
| 10.        |     | Зворник         | 12.674                 |
| 11.        |     | Фоча            | 12.334                 |
| 12.        |     | Јања            | 12.233                 |
| 13.        |     | Козарска Дубица | 11.566                 |
| 14.        |     | Нови Град       | 11.063                 |
| 15.        |     | Модрича         | 10.137                 |
| 16.        |     | Брод            | 8.563                  |
| 17.        |     | Лукавица        | 8.557                  |
| 18.        |     | Прњавор         | 8.484                  |
| 19.        |     | Котор Варош     | 8.360                  |
| 20.        |     | Братунац        | 8.359                  |
| 21.        |     | Билећа          | 8.220                  |
| 22.        |     | Мркоњић Град    | 7.915                  |
| 23.        |     | Теслић          | 7.518                  |
| 24.        |     | Власеница       | 7.228                  |
| 25.        |     | Рогатица        | 6.855                  |
| 26.        |     | Трн             | 6.023                  |
| 27.        |     | Соколац         | 5.919                  |
| 28.        |     | Лакташи         | 5.879                  |
| 29.        |     | Вишеград        | 5.869                  |
| 30.        |     | Челинац         | 5.802                  |
| 31.        |     | Гацко           | 5.784                  |
| 32.        |     | Невесиње        | 5.464                  |
| 33.        |     | Шамац           | 5.390                  |
| 34.        |     | Дворови         | 5.178                  |

* = Сарајево дио-Илиџе + Сарајево дио-Новог Града + Сарајево дио-Старог Града + Сарајево дио-Новог Сарајева